# Бондарчук, Николай Степанович
Николай Степанович Бондарчук (11 февраля 1935, Харьков) — советский и украинский военный деятель, генерал-лейтенант. Начальник штаба Гражданской обороны Украины (1986—1993 годах). Депутат Верховного Совета Украинской ССР 11-го созыва (с 1987 года).

## Биография
Окончил Тамбовское общевойсковое училище (1957); Военную академию имени М. Фрунзе (1969, с золотой медалью) Военную академию Генерального штаба ВС СССР (1980, с золотой медалью).
Проходил военную службу на должностях командира взвода, роты, полка, дивизии. До 1986 года был начальником штаба — первым заместителем командующего Южной группой войск.
В 1986 году назначен начальником штаба Гражданской обороны Украины. В октябре 1993 года подал в отставку.

## Общественная деятельность
Почетный председатель Всеукраинской общественной организации «Совет ветеранов Гражданской обороны Украины»